# سیارک ۱۷۴۴۷
سیارک ۱۷۴۴۷ (به انگلیسی: 17447 Heindl، نامگذاری:1990HE) هفده هزار و چهارصد و چهل و هفتمین سیارک کشف شده‌است که در ۲۵ آوریل ۱۹۹۰ کشف شد.
قدر مطلق سیارک برابر ۱۴٫۵۰ است.